# Юльхя, Мартти
Мартти Юльхя (фин. Martti Jylhä; род. 3 июня 1987 года, Соткамо) — финский лыжник, участник Олимпийских игр в Сочи, призёр этапа Кубка мира, чемпион мира среди юниоров. Ярко выраженный специалист спринтерских гонок.
В Кубке мира Юльхя дебютировал 7 марта 2006 года, в декабре 2013 года единственный раз попал в тройку лучших на этапе Кубка мира, в спринте. Кроме этого на сегодняшний день имеет на своём счету 6 попаданий в десятку лучших на этапах Кубка мира, 3 в личных гонках и 3 в командных. Лучшим достижением Юльхи в общем итоговом зачёте Кубка мира является 62-е место в сезоне 2010-11.
На Олимпийских играх 2014 года в Сочи принимал участие в спринтерской гонке свободным стилем, в которой занял 21-е место, кроме того стартовал в масс-старте на 50 км, но сошёл с дистанции.
За свою карьеру участвовал в двух чемпионатах мира, лучший результат 22-е место в спринте на чемпионате мира 2011 года в Осло. На юниорском чемпионате мира 2007 года был чемпионом в гонке на 10 км.
Использует лыжи и ботинки производства фирмы Salomon.